# Base d'aéronautique navale de Karouba
 (juin 2013).
Si vous disposez d'ouvrages ou d'articles de référence ou si vous connaissez des sites web de qualité traitant du thème abordé ici, merci de compléter l'article en donnant les références utiles à sa vérifiabilité et en les liant à la section « Notes et références ».
La base d'aéronautique navale de Karouba ou BAN Karouba était une base de l'aéronautique navale française, installée à Bizerte en Tunisie.

## Historique
La première installation de la marine française remonte au moins à 1917 (premier commandant de la base). Accueillant des hydravions avant guerre, la base est endommagée pendant les combats de la Seconde Guerre mondiale : occupée par les Allemands à partir de novembre 1942, elle est bombardée plusieurs fois puis reprise par les Américains en mai 1943.
Remise en état après guerre, la BAN Karouba abrite plusieurs unités dont la flottille 9F et la flottille 17F. Malgré l'indépendance de la Tunisie en 1956, la France continue à occuper la base, qu'elle ne libère qu'en 1963 au profit de l'armée de l'air tunisienne, après la crise de Bizerte.

## Unités présentes sur la BAN
- Flottille 4F (septembre 1952-juillet 1958)
- Flottille 12F (août 1953-novembre 1953)
- Flottille 15F (novembre 1953-avril 1955)
- Flottille 12F (décembre 1955-juillet 1963)
- Flottille 28F (mars 1956-décembre 1960)
- Flottille 11F (mars 1957-janvier 1962)
- Flottille 17F (août 1958-mars 1962)
- Flottille 14F (juillet 1961-juillet 1963)